# Famille von Stutterheim
 (mai 2023).
La famille von Stutterheim est une famille aristocratique de Thuringe dont la maison ancestrale est Stotternheim, qui est maintenant un quartier d'Erfurt et est mentionnée dans des documents en 1143 sous le nom de Studernheim. Le nom change au fil du temps entre Studer(e)nheim, Stuter(e)nheim, Strutirnheim, Stutternheim(b), Stot(t)ernheim(b) et Stutterheim.

## Histoire

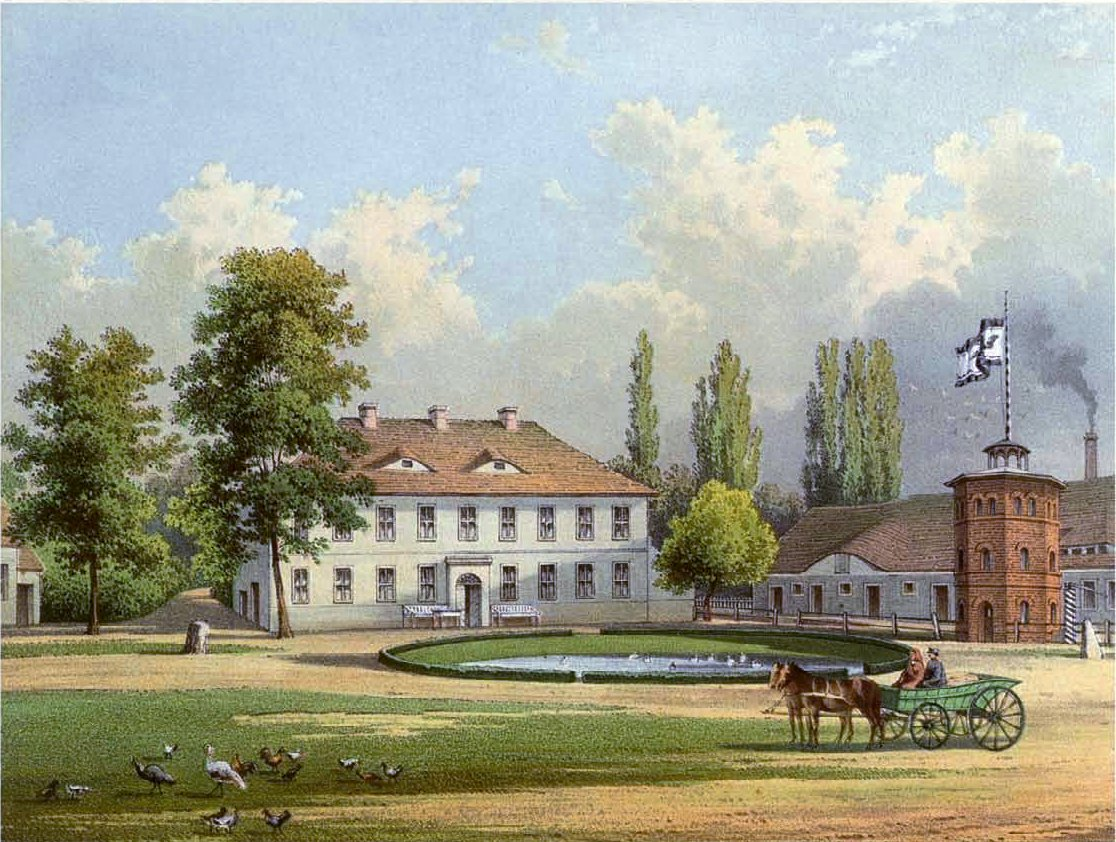
Manoir de Sellendorf au milieu du XIXe siècle

### Origine
La famille apparaît pour la première fois dans un document en 1182 avec Albertus de Stuterenheim. La lignée sûre ne commence qu'avec Nickel von Stutternheim, mort vers 1530. En 1303, les chevaliers de Stotternheim sont pris dans la querelle de Kirchberg entre la ville d'Erfurt et les burgraves de Kirchberg (de), avec lesquels ils sont apparentés. Au cours de la querelle, le château de Stotternheim près d'Erfurt est également détruit par les troupes de la ville d'Erfurt et de ses alliés.

### Autres familles du même nom
Une autre famille von Stutterheim (1778) reçoit la légitimation de noblesse du prince-électeur de Saxe le 30 juillet 1778. Elle remonte à un fils naturel de Heinrich Gottlob von Stutterheim, qui est major général de l'électorat de Saxe, adjudant général, conseiller privé effectif et ministre du cabinet. Ce dernier est également élevé au rang de baron du Saint-Empire le 20 novembre 1784.
Il existe également une famille d'Alt-Stutterheim portant les mêmes armoiries, dont les origines remontent à l'ancien Rittmeister royal prussien Friedrich Wilhelm von Stutterheim à Georgenau en Prusse-Orientale, qui reçoit le 31 octobre 1857 l'autorisation prussienne de porter le nom d'Alt-Stutterheim. En revanche, la branche de Neuendorf se voit attribuer le titre de baron autrichien dès 1819.

### Possessions

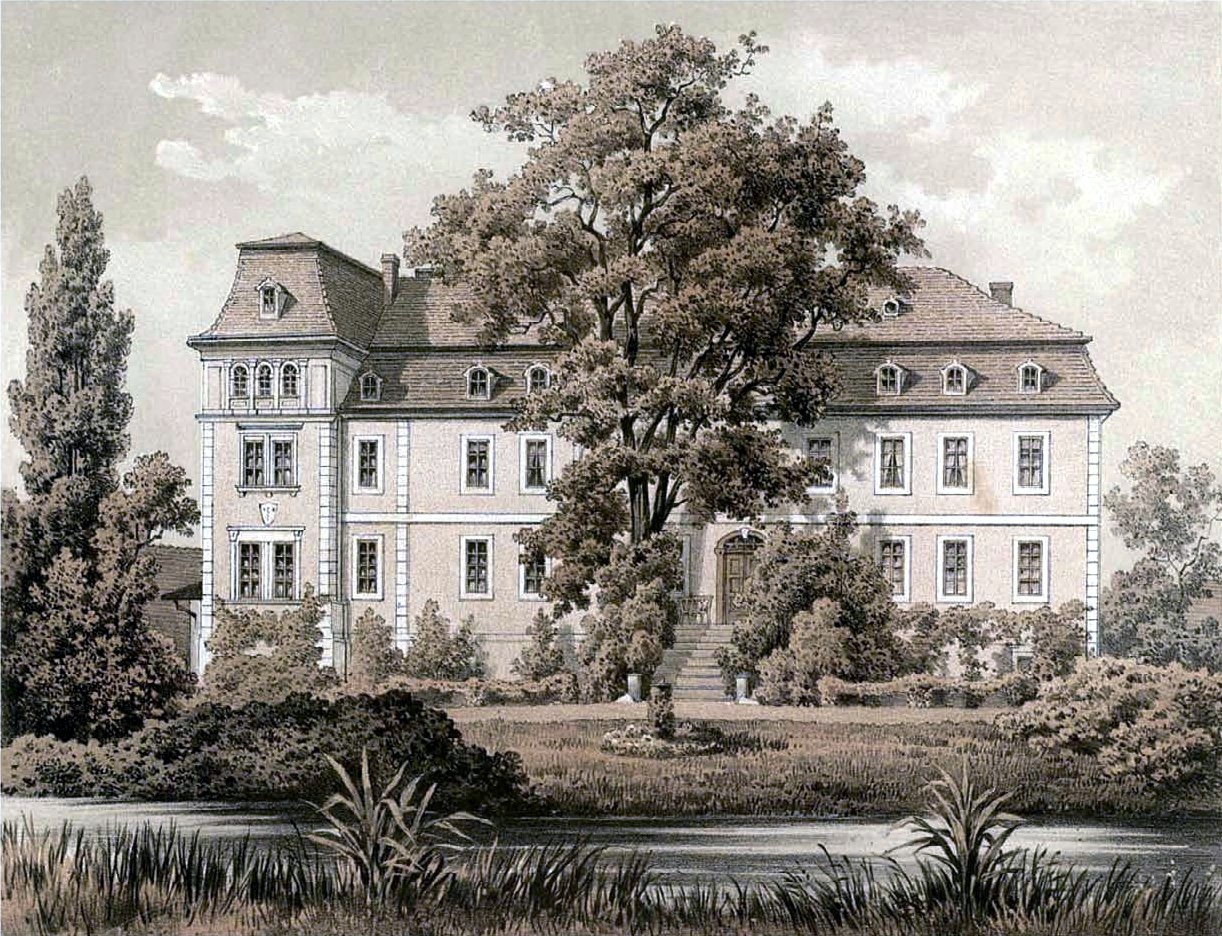
vers 1875/77, collection Alexander Duncker

La famille von Stutterheim réunit, entre le milieu du XVe siècle et le XVIIe siècle, les villages de Golsolsdorf et de Golsdorf. Au XVIIe siècle, elle possède les domaines d'Alt-Golssen, Sellendorf, Hohendorf, Schäcksdorf, Krossen, Drahnsdorf, Liedekahle, Jetzsch, Falkenhain, Zützen, Görsdorf, Landwehr, Priaro, Waldow, Rietzneuendorf, Briesen, Oderin, Sagritz, Pitschen, Krebitz ainsi que de nombreux autres biens, et tient ainsi un territoire qui dépasse largement celui de l'actuel Golßen, dans le sud du Brandebourg. Le palais de Stutterheim (de), construit par le gouverneur Christian Hieronymus von Stutterheim à Erlangen entre 1728 et 1730 et nommé en son honneur, sert d'hôtel de ville de 1836 à 1971, puis de siège à diverses institutions culturelles. Une rénovation générale a lieu de 2007 à 2010.

## Armoiries
Le blason montre deux croissants dorés droits en bleu, qui sont dos à dos. Sur le casque avec des lambrequins bleues et dorées, un coursier brun en pleine croissance.
Les armoiries von Stutterheim de 1778 montrent le même bouclier mais ont deux casques. A droite un coursier brun en pleine croissance, à gauche un vol bleu ouvert, chacun avec un croissant doré face à face.

## Personnalités
- Albert von Stutterheim (1853–1929), lieutenant-général prussien[3]
- Carl August von Stutterheim (de) (1759–1820), major général prussien, chevalier de l'ordre Pour le Mérite avec feuilles de chêne
- Christian Hieronymus von Stutterheim (de) (1690–1753), conseiller privé et premier ministre du margraviat de Brandebourg-Culmbach
- Christian Wilhelm Karl von Stutterheim (de) (1723–1783), syndic de Lusace et chambellan polonais de Courlande
- Erdmann Friedrich von Stutterheim (1741–1809), commissaire d'arrondissement de Thuringe[4]
- Friedrich Gottlieb von Stutterheim (de) (1757–1832), major général prussien
- Friedrich Wilhelm von Stutterheim, également Alt-Stutterheim (1787–1860), Rittmeister prussien, chevalier de l'ordre Pour le Mérite[5]
- Georg Dietrich von Alt-Stutterheim (1861–1947), major général prussien[6]
- Gottlob Friedrich Leberecht von Stutterheim (de) (1757–1798), syndic de la Lusace et conseiller financier privé électoral saxon
- Heinrich Gottlieb von Stutterheim (de) (1718–1789), ministre d'État et du cabinet électoral saxon, lieutenant général de cavalerie
- Heinrich Otto von Stutterheim (1659–1714), gouverneur des bureaux de Forst et Spremberg[7]
- Hermann von Stutterheim (de) (1843-1909), juriste et juge
- Hermann von Stutterheim (de) (1887-1959), juriste et fonctionnaire ministériel
- Joachim Friedrich von Stutterheim (1715–1783), lieutenant général prussien
- Joachim Friedrich von Alt-Stutterheim (de) (1889–1950), vice-président du district de Potsdam[8]
- Johann von Stutterheim (1805–1870), major général autrichien[9]
- Joseph von Stutterheim (de) (1764–1831), feldmarschallleutnant autrichien, et dédicataire du Quatuor à cordes no 14 de Beethoven.
- Kunemund von Stutterheim (de) (1886–1957), premier conseiller régional de la province de Silésie et président de la Croix-Rouge de Silésie
- Kurt von Stutterheim (de) (1888–1978), écrivain
- Leopold August von Stutterheim (de) (1808–1868), major général prussien
- Ludwig August von Stutterheim (1751–1826), général d'infanterie prussien et gouverneur de Königsberg
- Otto Hieronymus von Stutterheim (1625–1702), président du gouvernement supérieur et directeur du consistoire de Basse-Lusace, conseiller privé, chanoine de Magdebourg[10]
- Otto Ludwig von Stutterheim (de) (1718–1780), lieutenant général prussien, gouverneur de Magdebourg, chef du régiment d'infanterie Jung-Stutterheim, chevalier de l'ordre Pour le Mérite et de l'ordre de l'Aigle noir
- Richard von Stutterheim (1815–1871), général allemand de la Légion germano-britannique pendant la guerre de Crimée
- Wilhelm von Stutterheim (de) (1770–1811), feldmarschallleutnant autrichien, chevalier de l'Ordre Pour le Mérite
- Wilhelm von Stutterheim (1848–1927), maire de Bad Harzburg et député de l'assemblée de l'État de Brunswick[11]
- Wolff von Stutterheim (1893–1940), major général allemand

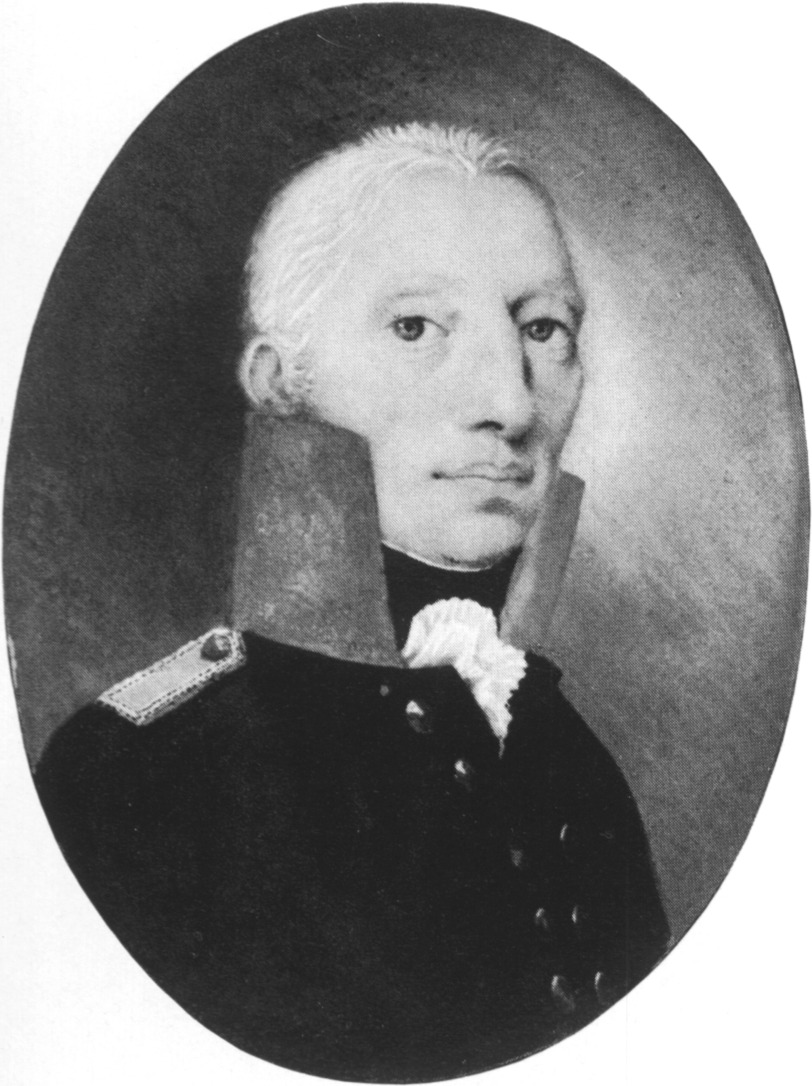
Carl August von Stutterheim (de)
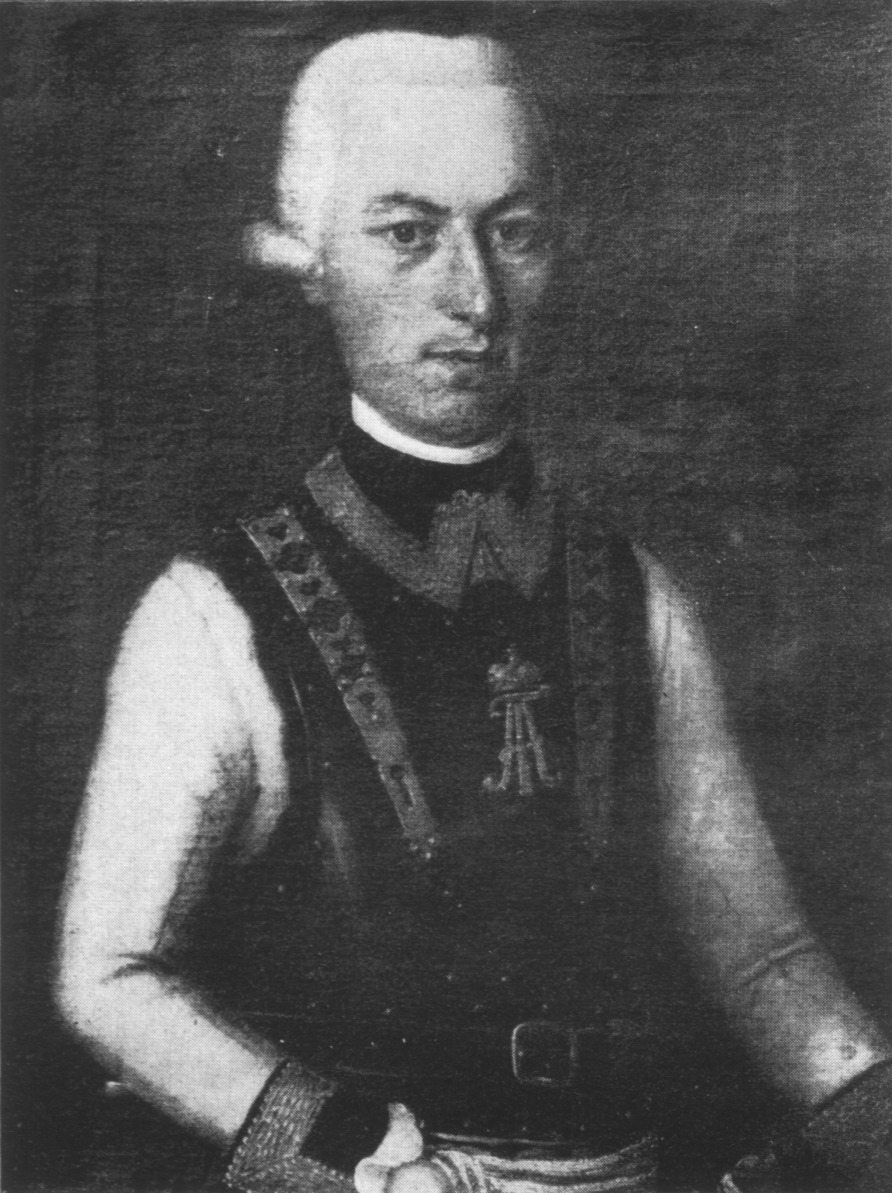
Erdmann Friedrich von Stutterheim
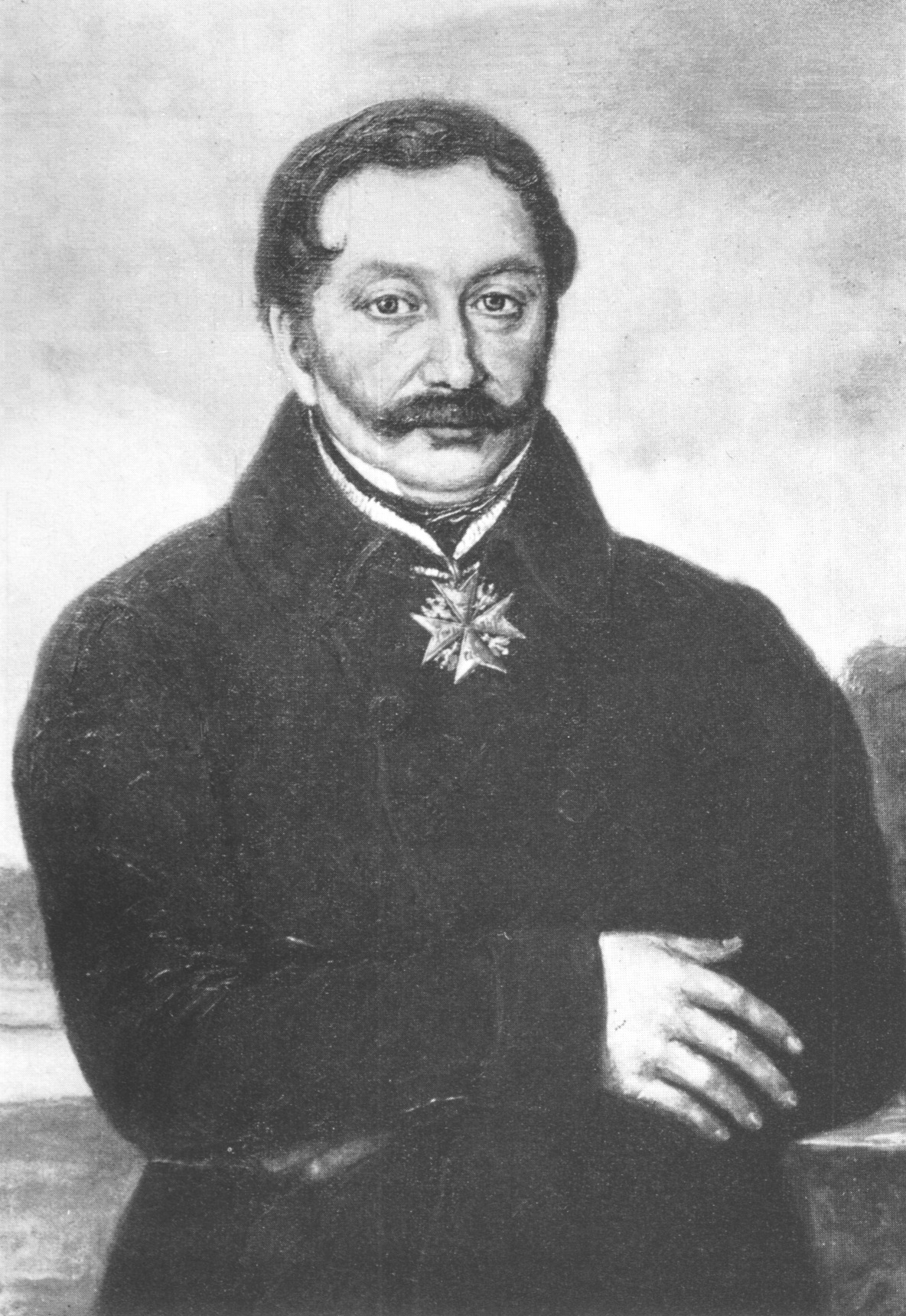
Friedrich Wilhelm von Stutterheim
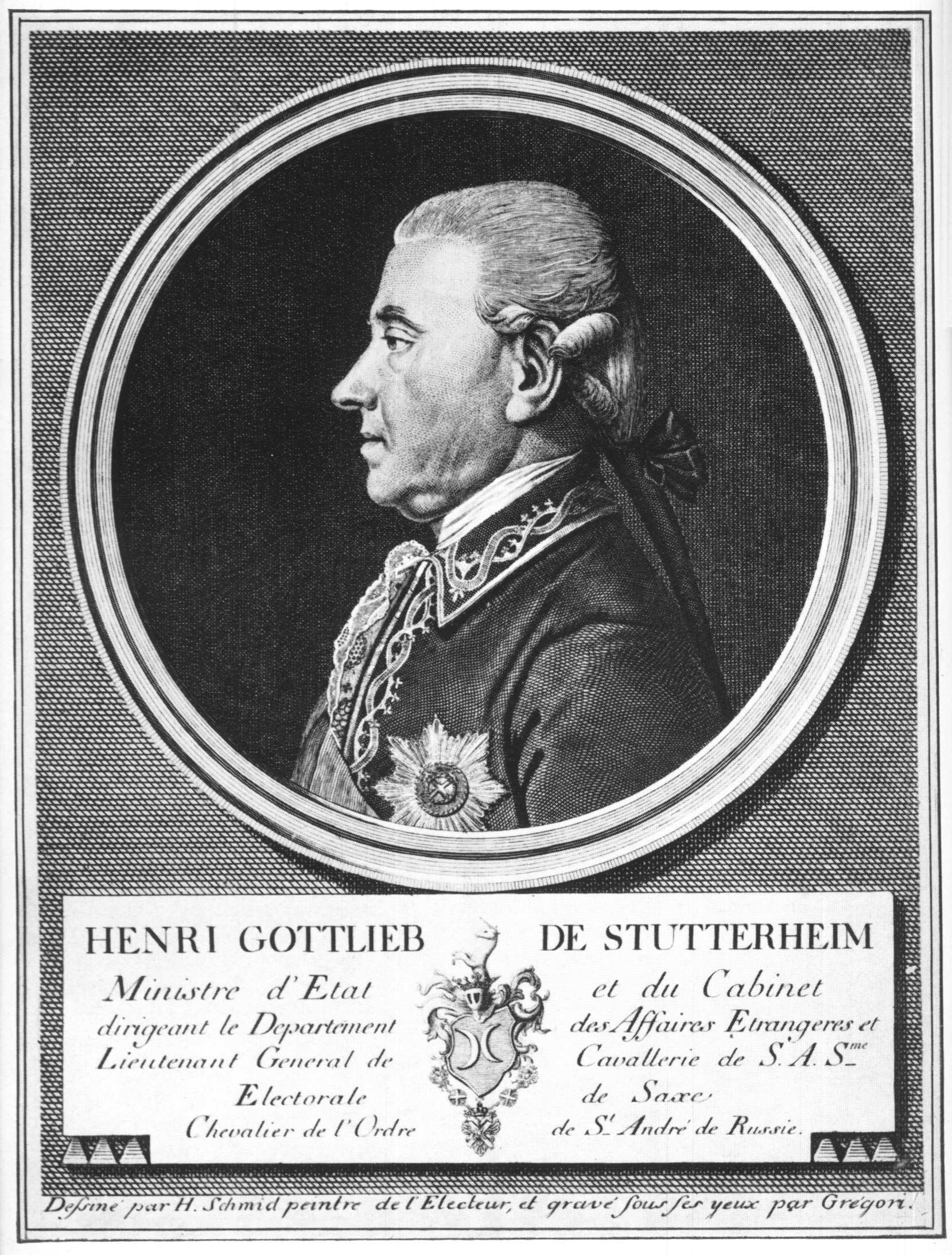
Heinrich Gottlieb von Stutterheim (de)
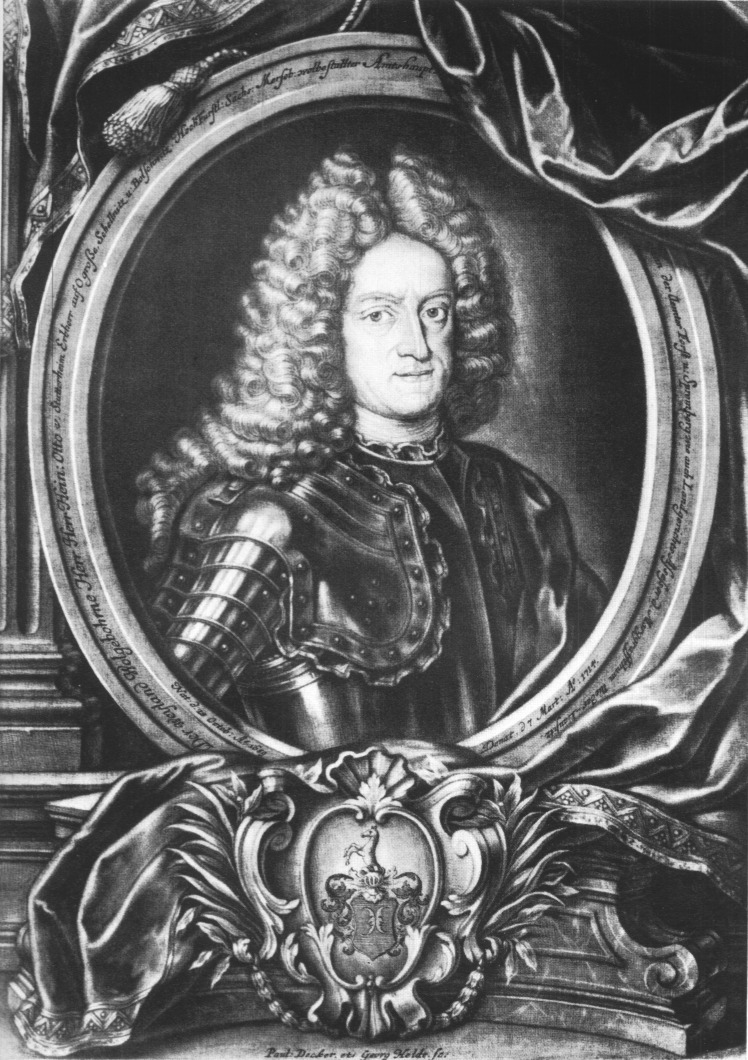
Heinrich Otto von Stutterheim
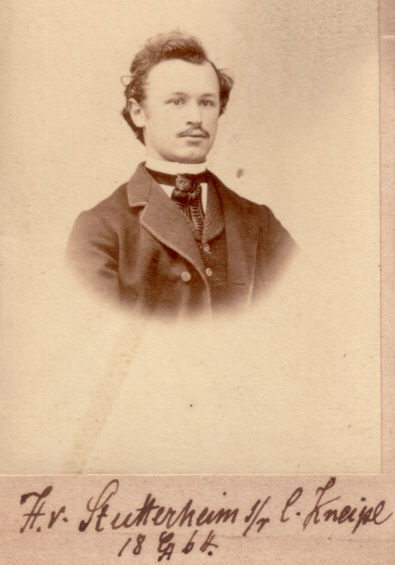
Hermann von Stutterheim (de)
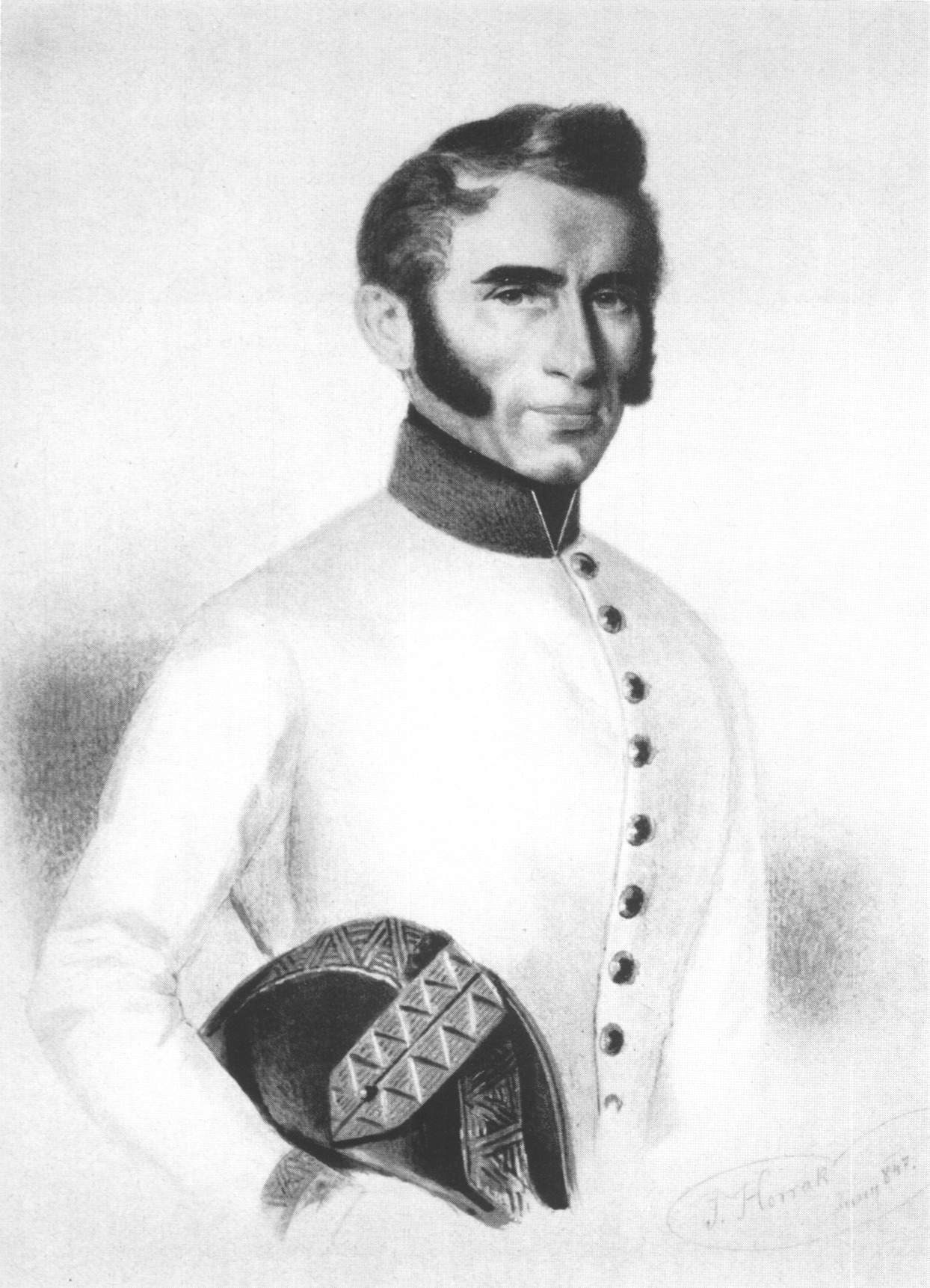
Johann von Stutterheim
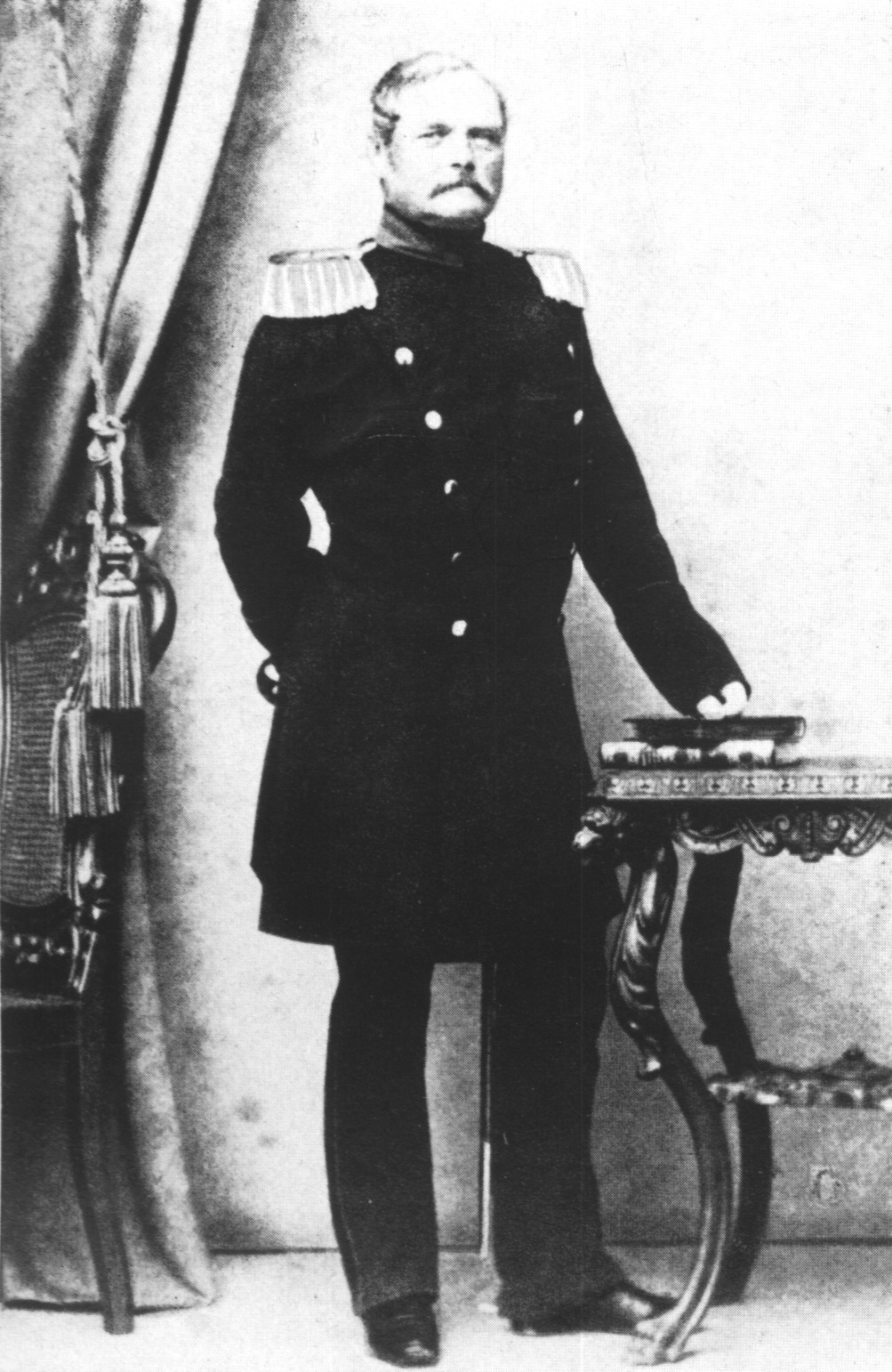
Leopold August von Stutterheim (de)
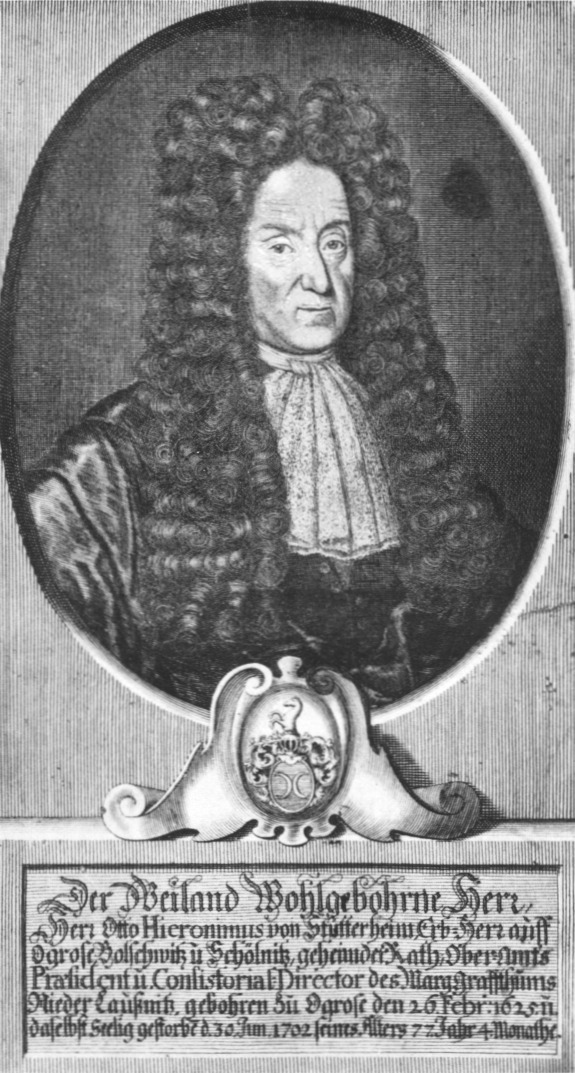
Otto Hieronymus von Stutterheim
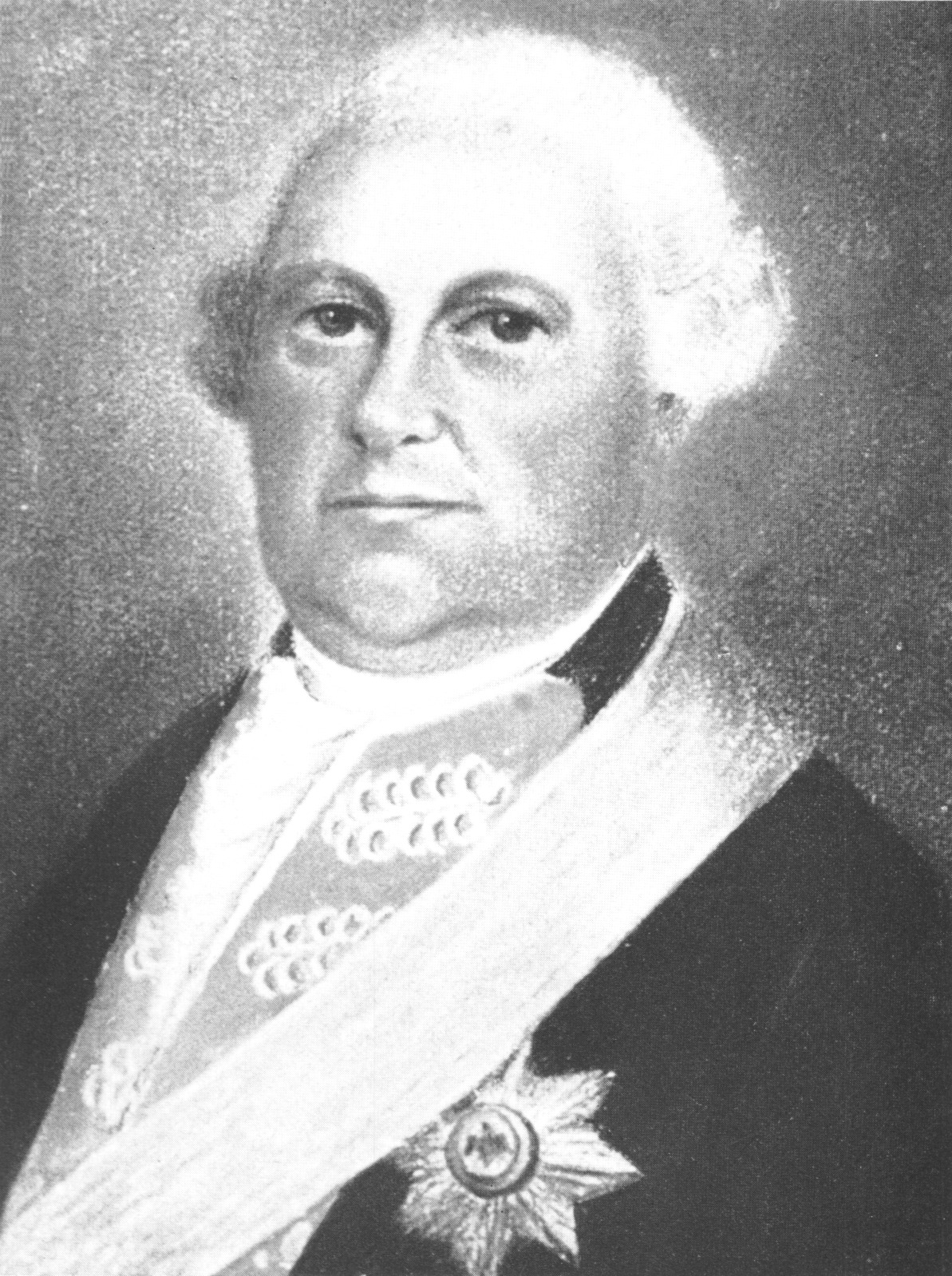
Otto Ludwig von Stutterheim (de)
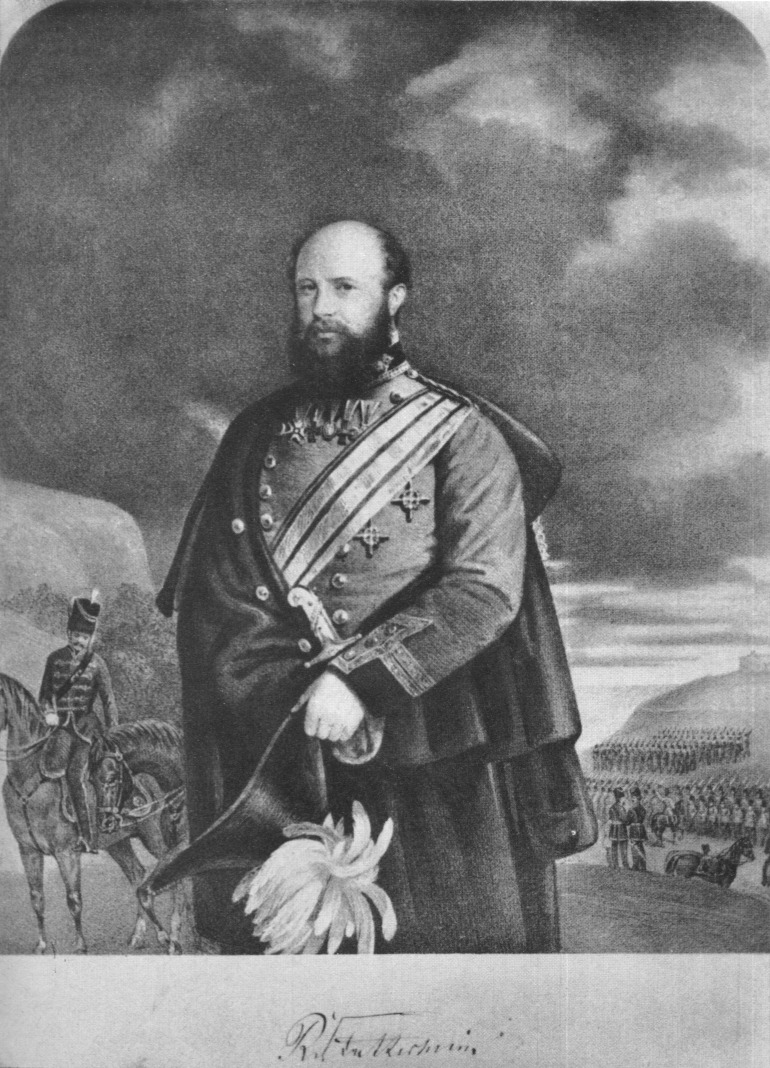
Richard von Stutterheim